# 龍蛟潭堡
龍蛟潭堡，是台灣中南部自清治時期至日治初期的一個行政區劃，其範圍包括今嘉義縣的義竹鄉大部分地區布袋鎮東北部地區。
龍蛟潭堡西邊大坵田西堡，東北邊為白鬚公潭堡，東南邊為鹽水港堡，南邊為學甲堡。

## 管轄街庄
龍蛟潭堡共轄17個庄：
- 今義竹鄉境內：東後藔庄、新、龍蛟潭庄、安溪藔庄、埤仔頭庄、頭竹圍庄、牛稠底庄、義竹圍庄、角帶圍庄、新店庄、北港仔庄、後鎮庄、過路仔庄、芋仔藔庄、西後藔庄
- 今布袋鎮境內：崩山、菜舖廍庄